# Mazeppa, or the Wild Horse of Tartary
 (août 2025).
Pour plus de détails, voir Fiche technique et Distribution.
Mazeppa, or the Wild Horse of Tartary est un film muet américain réalisé par Francis Boggs et sorti en 1910.

## Fiche technique
- Réalisation : Francis Boggs
- Scénario : d'après le poème de Lord Byron
- Producteur : William Selig
- Dates de sortie : 
  -  États-Unis : 21 juillet 1910

## Distribution
- Kathlyn Williams
- Tom Santschi